# Stefan Due Schmidt
Stefan Due Schmidt (Kopenhagen, 28 augustus 1994) is een Deense schaatser.

## Biografie
In 2001 begon Stefan met inline-skaten bij de club VARK bij coach Jesper Carlsson en sinds 2008 combineert hij beide sporten. Zijn grootste inline-skate-succes was de juniorentitel op de marathon tijdens het Europees Kampioenschap 2013 in Almere.
In het seizoen 2011/2012 maakte hij voor 5 weken deel uit van de Kia Speed Skating Academy in Inzell, wat resulteerde in het verbeteren van een Deens nationaal record, daarvoor in handen van Oliver Sundberg, op de 5.000 meter. In januari 2013 maakte hij tevens zijn internationale debuut bij een kampioenschap. Hij werd op het EK Allround 2013 22e. Voor seizoen 2014/2015 verhuisde Schmidt naar Groningen waar hij aan de universiteit medicijnen studeerde. Met ingang van het Olympische seizoen 2017/2018 herpakte hij zijn carrière en sloot hij zich met broer Philip Due Schmidt aan bij marathonploeg AB Texel Group van Jillert Anema.

## Persoonlijke records
| Afstand    | Tijd    | Datum            | Baan           |
| ---------- | ------- | ---------------- | -------------- |
| 500 meter  | 37,58   | 22 februari 2019 | Inzell         |
| 1000 meter | 1.12,21 | 31 augustus 2019 | Salt Lake City |
| 1500 meter | 1.48,79 | 23 december 2020 | Inzell         |
| 3000 meter | 3.49,48 | 22 november 2020 | Inzell         |
| 5000 meter | 6.26,49 | 3 december 2021  | Salt Lake City |

## Resultaten
| Jaar | EK Allround             | WK Afstanden                        | Olympische Spelen | WK Junioren              |
| ---- | ----------------------- | ----------------------------------- | ----------------- | ------------------------ |
| 2011 |                         |                                     |                   | 32e 1500m                |
| 2012 |                         |                                     |                   | 16e (41e, 12e, 21e, 10e) |
| 2013 | NC22 (22e, 23e, 24e, -) |                                     |                   | 21e (28e, 12e, 26e, 19e) |
| 2014 | NC29 (31e, 29e, -, -)   |                                     |                   | 13e (23e, 16e, 15e, 12e) |
|      |                         |                                     |                   |                          |
| 2018 |                         |                                     | 13e massastart    |                          |
| 2019 |                         | 20e massastart                      |                   |                          |
|      |                         |                                     |                   |                          |
| 2021 |                         | 12e massastart                      |                   |                          |
| 2022 |                         |                                     | HF 12e massastart |                          |
| 2023 |                         | HF 10e massastart DNF achtervolging |                   |                          |

(#, #, #, #) = afstandspositie op allroundtoernooi (500m, 5000m, 1500m, 10000m). Junioren: (500m, 3000m, 1500m, 5000m)